# Harriersand
Harriersand è un'isola fluviale lungo la parte bassa del corso del fiume Weser, in Germania.
Si trova di fronte alla città di Brake, ma dal 1º marzo 1974 è parte del comune di Schwanewede, poiché più facilmente raggiungibile dalla sponda orientale del fiume (dal 1965 un ponte collega l'isola alla terraferma all'altezza della frazione di Rade). In precedenza era invece amministrata dalla stessa città di Brake.
È lunga 11 km ed ha una superficie di 6 km². Al 30 giugno 2010 l'isola aveva 75 abitanti, oltre a numerose case vacanza.